# Josef Menardi
Josef Menardi (* 1. März 1925 in Innsbruck; † 1. Oktober 2020) war ein österreichischer Architekt und Denkmalpfleger.

## Leben
Josef Menardis Vater Hans Menardi war Landesbaudirektor. Josef besuchte die Realschule und die Staatsgewerbeschule Innsbruck und studierte an der Technischen Universität Graz Architektur. Ab 1955 arbeitete er im Amt der Tiroler Landesregierung, zuerst zur Landesplanung und dann im Landeshochbau. 1960 wechselte er in das Landeskonservatorat für Tirol des Bundesdenkmalamtes, wo er 1973 als Landeskonservator Johanna Gritsch nachfolgte.
Menardi wurde am Innsbrucker Westfriedhof beerdigt.

## Auszeichnungen
- 1980: Ehrenzeichen für Kunst und Kultur der Stadt Innsbruck
- 1989: Verdienstkreuz der Stadt Innsbruck[1]

## Realisierungen

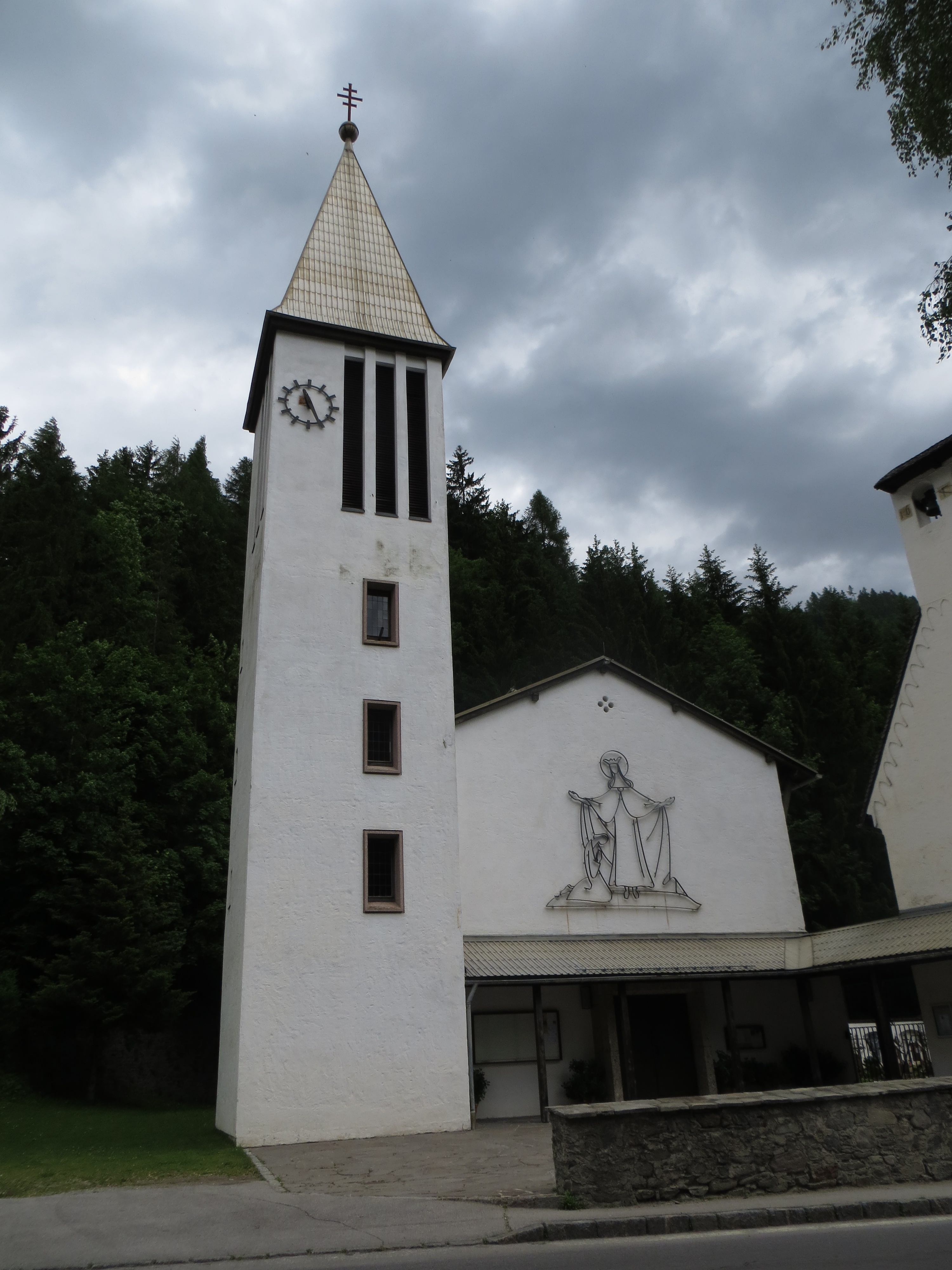
Pfarrkirche Mittewald

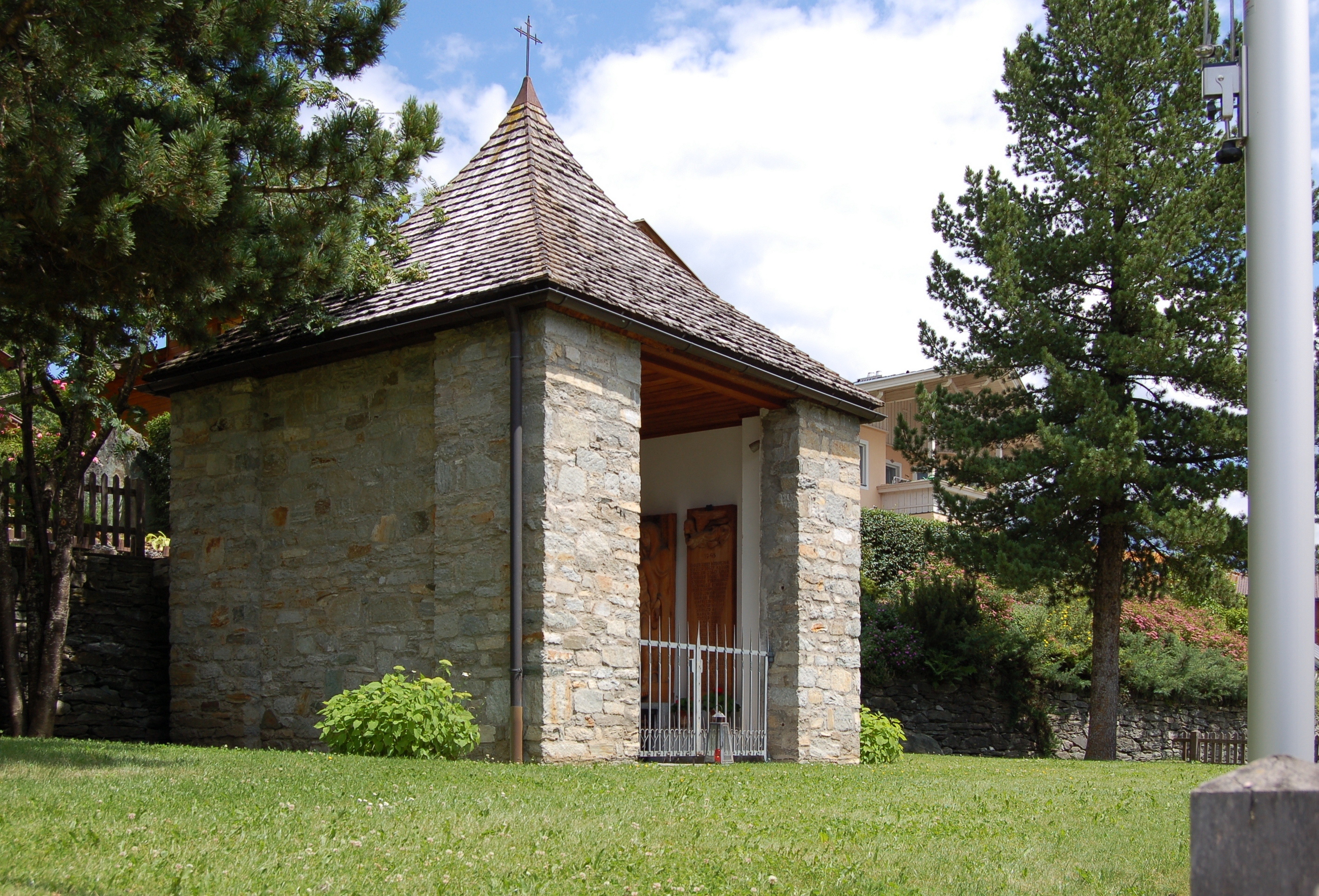
Kriegergedächtniskapelle Virgen

- 1950/54: Kapelle beim Esterhammmer, Rotholz[2]
- 1956757: Notburgakapelle, Burgruine Rottenburg, Buch in Tirol[3]
- 1957/1958: Neubau der Pfarrkirche Mittewald an der Drau[4]
- 1958/59: Kriegergedächtniskapelle, Virgen[5]
- 1961: Spiltenerkapelle in Wattenberg[4]
- 1961: Bibliothekszubau, Stift Fiecht[6]
- 1963: Aufbahrungshalle, Kössen[7]
- 1963/1964: Orgel nach einem Entwurf von E. Krauss und J. Menardi auf der zweiten Empore gebaut von Gregor Hradetzky in der Stiftskirche Wilten[4]
- 1963/1964: Neuer Friedhof mit sechseckiger Leichenhalle in Ellbögen[4]
- 1964: Neuer Friedhof, Scharnitz[8]
- 1968/69: Friedhofserweiterung und Totenkapelle als Kriegerdenkmal im Friedhof von Ainet[4][9]
- 1971: Moderne Kapelle für die Glockner-Opfer unweit der Bergstation der Seilbahn in Großdorf in Kals am Großglockner[4]